# خوش‌خیالی‌ها
خوش‌خیالی‌ها (انگلیسی: Flips and Flops) یک فیلم کمدی صامت کوتاه به کارگردانی گیلبرت پرت است که در سال ۱۹۱۹ منتشر شد. از بازیگران این فیلم می‌توان به اولیور هاردی، جیمی اوبری و ریچارد اسمیت اشاره کرد.